# Le Déjeuner sur l'herbe (Chéret)
Pour les articles homonymes, voir Le Déjeuner sur l'herbe (homonymie).
Le Déjeuner sur l'herbe est un tableau réalisé en 1904 par le peintre français Jules Chéret. De format horizontal, cette huile sur toile est une idylle qui représente un pique-nique féminin dans un parc. Don de Maurice Fenaille en 1927, l'œuvre est conservée au musée des Beaux-Arts de Nice, à Nice, dans les Alpes-Maritimes.